# صادق عبد الحق
 صادق عبد الحق صادق (15 أغسطس 1937-9 نوفمبر 2021) محام وكاتب وشاعر أردني. ولد في عين جنا في عجلون. درس علم الأرصاد الجويّة في بريطانيا، ثمّ حصل على إجازة الحقوق من جامعة دمشق. عمل في مطار الكويت مدّة، ثم عاد إلى الأردن وامتهن المحاماة. كتب المقالات والقصص ونظم الشعر. 

## سيرته
ولد صادق عبد الحق صادق محمد عبد الحق يوم 15 أغسطس 1937/ 8 جمادى الاخرة 1356 في عين جنا في عجلون ونشأ بها. تلقى تعليمه الابتدائي في عجلون، والإعدادي في إربد، وأنهى الثانوية العامة في كلية الحسين الثانويه للبنين بعمّان سنة 1956، ثم حصل على شهادة الدبلوم المتوسط في الأرصاد الجوية من بريطانيا سنة 1961، وشهادة البكالوريوس في الحقوق من جامعة دمشق 1966، ثم شهادة الدبلوم العالي في القانون الدولي العام والخاص من لاهاي سنة 1973.

عمل مراقب أرصاد جوية في مطار عمّان والكويت حتى سنة 1965، ثم اتجه إلى ممارسة المحاماة في الكويت والأردن 1972 2008 ، فعمل مستشاراً قانونياً لمؤسسة ميناء العقبة 1983 - 1987، ومستشاراً قانونياً في جامعة العلوم والتكنولوجيا الأردنية 1990 - 2003، كمال عمل مستشاراً قانونيًا في جامعة التكنولوجيا في اربد، إلى جانب عمله في مكتبه الخاص للمحاماة في عمّان لمدة 30 سنة.
وهو عضو في رابطة الكتاب الأردنيين، والمنتدى العربي بعمّان، ونقابة المحامين الأردنيين.

## مهنته الأدبية والكتابة
نشر عبد الحق خلال السنوات 1978 - 2016 مقالات في الصحافة المحلية والعربية في موضوعات العسكرية والسياسية والاجتماعية والفكرية والأدبية، «وهي مقالات تتعرض لعدد كبير من الأعلام والشخصيات العامة، عدا عن الهيئات والمؤسسات الرسمية والخاصة، وفي الوقت نفسه تـُشكل ثروة وطنية هائلة لتنوّع اختصاصاتها ولما تشمله من تحليل عميق لأبرز الأحداث التي لعبت دورا كبيرا في تغيير شكل المنطقة في القرن الأخير، وتـُبرز بعض المقالات الحوارات والردود التي تمت على خلفية نشرها لتتسم بالجرأة والموضوعية والجدة وكشف المسكوت عنه والتغريد خارج السرب.»

## مؤلفاته
من مؤلفاته:
- الغبار وشانيل، قصص، 1996
- كلمات من تلك الأيام، شعر، 1997
- في ذكرى الغبار وشانيل، قصص، 2011
- أربعون عاما في وجه التيار، مجموعة مقالات، 2016

## وصلات خارجية
- في موقع أرشيف المجلات